# Adelaide Oval
O Adelaide Oval é um estádio localizado em Adelaide, Austrália do Sul, Austrália, possui capacidade total para 53.583 pessoas, é a casa do time de futebol australiano Adelaide Football Club e do time de críquete Adelaide Strikers, foi inaugurado em 1871.